# Pfalziska tronföljdskriget
Pfalziska tronföljdskriget, Nioårskriget, var ett krig 1688–1697 mellan Frankrike å ena sidan och den augsburgska ligan ("stora alliansen" efter 1689) bestående av Nederländerna, England, Tysk-romerska riket, Spanien, Sverige och Savojen å den andra. Det ändades genom freden i Rijswijk den 20 september 1697, där den franske kungen Ludvig XIV tvingades erkänna Vilhelm av Oranien som engelsk kung och avstå områden öster om Rhen, däribland städerna Freiburg im Breisgau, Breisach och Philippsburg (men fick behålla Strasbourg), till Tysk-romerska riket. Pfalziska tronföljdskriget räknas som ett av reunionskrigen.

## Bakgrund
Kriget orsakades av att Ludvig XIV vid huset Pfalz-Simmerns utslocknande 1685 genom sin svägerska Elisabeth Charlotte av Pfalz gjorde anspråk på vissa områden i Pfalz. För att kunna möta dessa anspråk bildade 1686 Augsburgförbundet, varefter krig 1688 utbröt mellan Frankrike och tyske kejsaren.

## Krigsförloppet
Franska trupper härjade 1689 Pfalz, varefter England, Nederländerna, Spanien och Savojen slöt sig till kejsaren och förklarade Frankrike krig. År 1690 besegrade dock de franska trupperna under François-Henri de Montmorency de allierade i slaget vid Flerus, därefter vann man även slaget vid Steenkerken och slaget vid Neerwinden på den nederländska krigsskådeplatsen.
Åren 1690–91 förhandlade de nederländska generalstaterna med Sverige om att få svenska frivilliga, både officerare och manskap, till kriget mot Frankrike. Karl XI var förgrymmad på sina gamla allierade fransmännen, som han ansåg spelat förmyndare i samband med krigsslutet 1679, då man med Preussen undertecknat avtal mer eller mindre i Sveriges namn, utan att först höra sig för med svenskarna själva. Ännu så långt fram i tiden som 1690 var Karl XI fortfarande missnöjd med den franska politiken och upphävandet av ediktet i Nantes. Den följande massflykten av protestanter från Frankrike gjorde inte saken bättre och uppsättandet av en svensk kår i nederländsk tjänst var en klar markering av kungens ovilja. Kungen skickade 6 000 man värvat infanteri under befäl av Jurgen Mellin.
Även i Italien och Spanien hade Frankrike framgångar. Till sjöss gick dock kriget annorlunda. Visserligen lyckades den från Englands tron fördrivne Jakob II landstiga på Irland i spetsen för franska trupper, men besegrades i slaget vid Boyne 1690 och 1692 led franska flottan nederlag i slaget vid Barfleur och slaget vid La Hougue. De svåra avbräcken för den franska handeln som orsakades av kriget tvingade 1696 landet att i freden i Turin sluta fred med Savojen och året därefter genom freden i Rijswijk med de övriga krigförande.